# Carolyn Grace

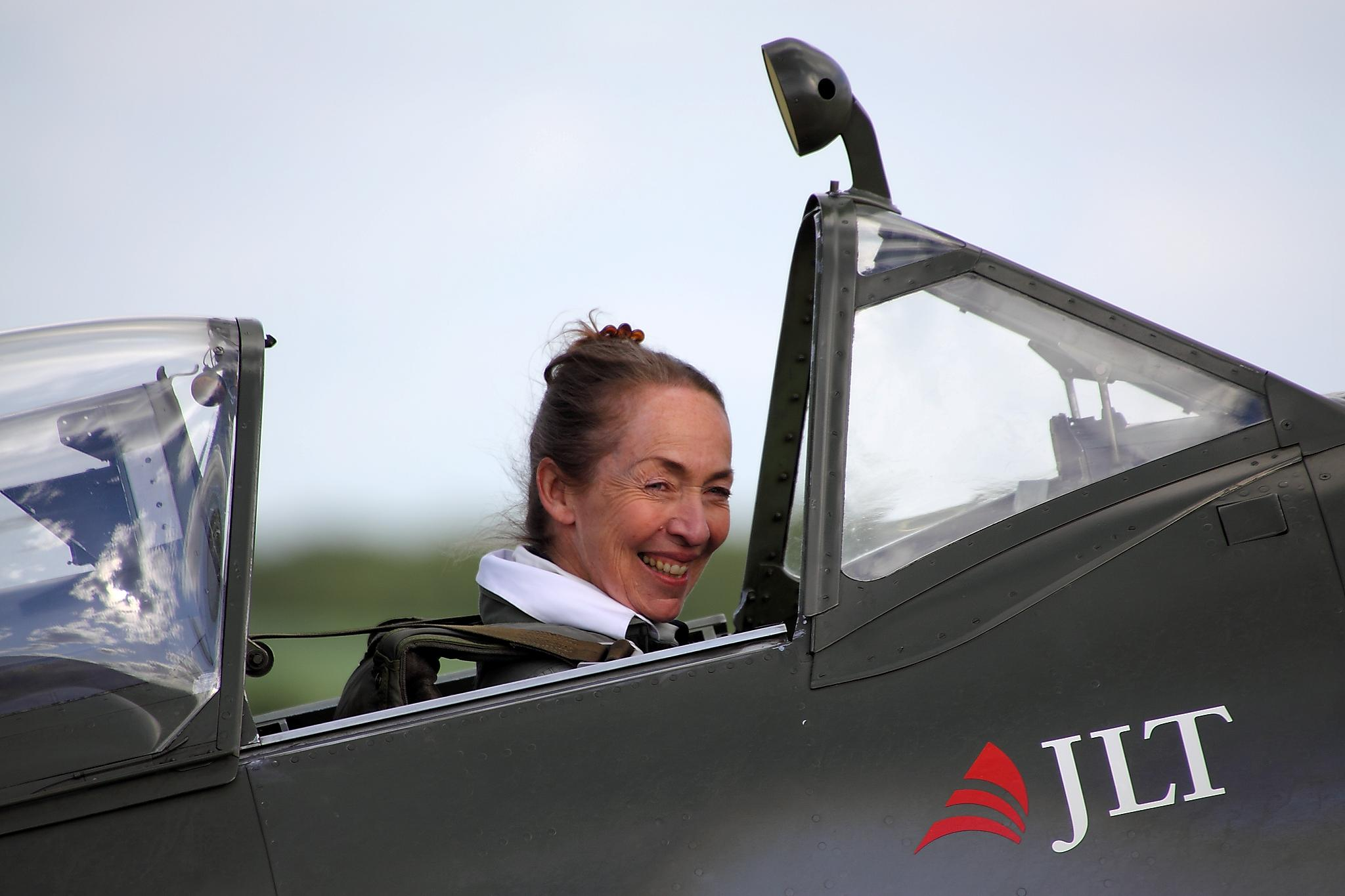
Grace tại Duxford Airshow 2011

Carolyn Grace (1951/1952 – 2 tháng 12 năm 2022) là phi công và người phục chế máy bay người Anh gốc Úc, đồng thời là nữ phi công duy nhất đủ khả năng lái chiếc Supermarine Spitfire kể từ Thế chiến II.

## Đầu đời
Grace lớn lên trong một trang trại ở New South Wales, nơi du lịch hàng không là một phần thiết yếu của chuyến đi hàng ngày để đi những quãng đường dài ở vùng nông thôn Australia. Năm 1979, chồng của bà là Nick, bắt gặp hai chiếc Spitfire được rao bán và quyết định mua chúng. Họ tiếp tục công việc khôi phục vào những năm 1980, trong khi Grace học lái máy bay hai lớp cánh.

## Sự nghiệp phi công
Sau khi Nick qua đời trong một vụ tai nạn giao thông vào năm 1988, Grace bắt đầu học lái chiếc Spitfire. Năm 1990, bà thực hiện chuyến bay Spitfire một mình đầu tiên và đủ khả năng làm phi công cho dòng máy bay này. Trong khi các nữ phi công đã lái thử nghiệm Spitfire trong Thế chiến II khi là bộ phận của Hỗ trợ Vận tải Hàng không, Grace là nữ phi công duy nhất đủ khả năng từng tham gia bay biểu diễn.
Mặc dù gặp áp lực không chấp nhận bay một mình khi là góa phụ có hai con, nhưng Grace cảm thấy mình cần phải làm vậy mục đích để tưởng nhớ người chồng quá cố. Sau đó, bà tích lũy được 900 giờ bay, biểu diễn tại nhiều triển lãm hàng không và sự kiện tưởng niệm. Chiếc Spitfire ML407 mà bà và chồng đã khôi phục lại trong tình trạng vận hành tốt, được biết với cái tên "Grace Spitfire". Chiếc máy bay được bảo quản tại RAF Bentwaters, Woodbridge, Suffolk, và chi phí bảo hiểm đắt đỏ được thanh toán bởi công ty Aon đã tài trợ cho các sự kiện của bà.
Năm 2004, Grace lái chiếc Spitfire này qua Chartwell, nơi cư trú trước đây của Winston Churchill, nhân dịp kỷ niệm 60 năm Chiến dịch Neptune. Năm 2011, bà lái chiếc máy bay này trong lễ kỷ niệm 75 năm chuyến bay đầu tiên của Spitfire vào năm 1936.
Grace qua đời sau một vụ tai nạn xe hơi tại Goulburn, New South Wales, vào ngày 2 tháng 12 năm 2022, ở tuổi 70.